# Partie d'écarté
Partie d'écarté o Parties de cartes és una pel·lícula de curtmetratge documental muda en blanc i negre francesa del 1895 dirigida i produïda per Louis Lumière i protagonitzada per Antoine Féraud.

## Argument
Tres homes grans, amb barret i fumant cigars, estan asseguts al pati. Dos dels homes estan jugant a cartes (Écarté) en una taula mentre el tercer home està assegut mirant. A mesura que el joc continua, un cambrer (més jove) passa amb una safata amb una ampolla de vi i copes. L'home assegut a taula procedeix a abocar les begudes mentre el cambrer observa el joc de cartes.

## Producció
Va ser filmat mitjançant el cinematògraf, una càmera tot en un, que també serveix com a projector i desenvolupador de pel·lícules. Com amb totes les primeres pel·lícules de Lumière, aquesta pel·lícula es va fer en un format de 35 mm amb una relació d'aspecte d'1,33:1.
La producció es va rodar a Villa du Clos des Plages a La Ciotat, França.

## Repartiment
- Antoine Féraud (cambrer?)
- Antoine Lumière (pare de Louis i Auguste): un jugador de cartes (esquerra)
- Félicien Trewey (amic, prestidigitador i agent dels germans Lumière a Londres): jugador de cartes (dreta)
- Alphonse Winckler (amic d'Antoine, sogre de Louis i Auguste): l'espectador (centre)

## Estat actual
Donada la seva antiguitat, aquest curtmetratge es pot descarregar gratuïtament des d'Internet. També ha aparegut en diverses col·leccions de pel·lícules, com ara Landmarks of Early Film volume 1 i The Movies Begin – A Treasury of Early Cinema, 1894–1913.